# Binjamin Tammuz
Binjamin Tammuz (hebr. בנימין תמוז, ur. 1919 w Związku Radzieckim, zm. 1989 w Tel Awiwie w Izraelu) – izraelski pisarz, dziennikarz, krytyk literacki, malarz i rzeźbiarz.

## Życiorys
Do Izraela przybył z rodzicami w wieku 5 lat. W młodości działał w organizacji komunistycznej, później związał się ze środowiskiem artystycznym tzw. Kananejczyków. Studiował prawo i ekonomię na Uniwersytecie Telawiwskim, a także historię sztuki na paryskiej Sorbonie.
W 1948 Tammuz dołączył do zespołu redakcyjnego dziennika „Ha-Arec”. Pisał m.in. w dodatku dla dzieci oraz szefował działowi kulturalnemu gazety.
W latach 1971–1975 służył jako attaché ds. kultury w Ambasadzie Izraela w Londynie.
Najsłynniejszą książką autorstwa Tammuza jest Minotaur. Powieść ta została przetłumaczona na 12 języków (polskie wydanie powieści ukazało się w marcu 2011 nakładem wydawnictwa Claroscuro) i opowiada szpiegowską historię romansu izraelskiego agenta, który zakochuje się w młodej nieznajomej. Powieść spotkała się z bardzo pozytywnym przyjęciem krytyki w Izraelu i za granicą.
Poza twórczością literacką Tammuz zdobył uznanie książkami poświęconymi sztuce.

## Nagrody
- 1972 Ze’ev Prize (Izrael)

## Twórczość literacka (wybór)
- 1971 Żywot psa Rizi (hebr. Chajej Ha-Kelew Rizi), książka dla dzieci nagrodzona Ze’ev Prize
- 1972 Gaj (hebr. Ha-Pardes)
- 1978 Requiem dla Naamana (hebr. Rekwiem Le-Naaman)
- 1980 Minotaur (hebr. Minotaur)
- 1989 Kameleon i słowik (hebr. Ha-Zikit We Ha-Zamir)